# I legislatura de la Asamblea de Madrid
La i legislatura de la Asamblea de Madrid tuvo su sesión de constitución el 8 de junio de 1983, tras las elecciones autonómicas de mayo, eligiéndose en esta como primer presidente a Ramón Espinar Gallego por unanimidad.

## Grupos parlamentarios
Inicialmente la cámara presentó una composición de tres grupos parlamentarios: el Grupo Parlamentario Socialista (51 diputados), el Grupo Parlamentario
Coalición Alianza Popular–Partido Demócrata Popular–Unión Liberal (34 parlamentarios), y el Grupo Parlamentario PCE-Comunidad de Madrid (9 parlamentarios). La asamblea aprobó su primer reglamento en enero de 1984. Al final de la legislatura el grupo mixto, llegó a alcanzar un número de 12 diputados, 5 provenientes del grupo del PCE y 7 del grupo parlamentario AP-PDP-UL, y se estructuró en dos agrupaciones, la «Agrupación de Parlamentarios del Partido Demócrata Popular de la Asamblea de Madrid» (con 6 parlamentarios), y la «Agrupación de Diputados del Partido Comunista de España» (cuyos 5 integrantes antes de noviembre de 1986 habían formado parte del grupo mixto sin agrupación), además de un diputado sin agrupación, Enrique Castellanos Colomo.

## Investidura del presidente de la Comunidad de Madrid
La votación de investidura del presidente de la Comunidad de Madrid se produjo en junio de 1983, en la sede de la cámara, entonces el caserón de San Bernardo. Sobre un total de 94 diputados, Joaquín Leguina recibió 50 votos a favor, 34 votos en contra y 8 abstenciones.
| Candidato              | Fecha                                                   | Voto         | Total |
| ---------------------- | ------------------------------------------------------- | ------------ | ----- |
| Joaquín Leguina (PSOE) | 14 de junio de 1983 Mayoría requerida: Absoluta (48/94) | A favor      | 50    |
| Joaquín Leguina (PSOE) | 14 de junio de 1983 Mayoría requerida: Absoluta (48/94) | En contra    | 34    |
| Joaquín Leguina (PSOE) | 14 de junio de 1983 Mayoría requerida: Absoluta (48/94) | Abstenciones | 8     |
| Joaquín Leguina (PSOE) | 14 de junio de 1983 Mayoría requerida: Absoluta (48/94) | Ausencias    | 2     |